# Gregorio Bicskei
Gregorio Bicskei o Gregorio de Katupan (en húngaro: Bicskei Gergely) (? - Anagni, 7 de septiembre de 1303), trigésimo arzobispo de Estrigonia (1298-1303), miembro de la nobleza húngara de los siglos XIII y XIV.

## Biografía
Gregorio nació como hijo de Botond, miembro del clan o familia de los Katapán (Koppány). Se convirtió en un jurista canónigo hábil y en 1291 fue nombrado canónigo guardián de Székesfehérvár, así como cuatro años después prepósito de dicho consejo. A comienzos de 1298 fue elegido arzobispo de Estrigonia por voluntad del rey Andrés III de Hungría, fungiendo de gran soporte para el monarca (que a pesar de ser miembro de la Casa de Árpad, era de origen veneciano), y contaba con poco apoyo entre la nobleza húngara. Cuando esta decisión fue tomada, varios canónigos de Estrigonia apelaron a la Santa Sede de Roma, exigiendo que ese nombramiento fuese revocado, a lo cual el papa Bonifacio VIII respondió que Gregorio sería ordenado «velador en materia espiritual y laica».
Carlos Roberto de Anjou, el nieto del rey Carlos II de Nápoles, mantenía pretensiones sobre el reino húngaro desde la muerte de su padre en 1295, pues su abuela era hija del rey Esteban V de Hungría. Ya cuando Andrés III había sido llevado a Hungría desde Venecia para ocupar el trono vacante en 1290, el padre de Carlos Roberto había reclamado el trono húngaro, sin haberlo conseguido. La Santa Sede estaba dispuesta a que los Anjou de Nápoles, sus vasallos, alcanzasen el trono húngaro, por lo cual Bonifacio VIII apoyó a Carlos Roberto frente a Andrés III, y sin perder tiempo, el arzobispo Jorge Bicskei se convirtió en adepto del joven príncipe reclamante del trono, asegurándose así la permanencia en la silla arzobispal. Bicskei planteó como un grave problema el hecho de que falleciese la segunda esposa del rey Andrés III, y que el monarca aún no tuviese herederos varones, lo cual favoreció las pretensiones de Carlos Roberto.
Bonifacio VIII no reconoció a Andrés III como rey húngaro, y el 28 de enero de 1299 nombró procurador de la archidiócesis y nuncio papal a Gregorio Bicskei, sin embargo el monarca húngaro lo privó de la silla arzobispal. Gregorio, en Veszprém pronto excomulgó a varias diócesis, por lo cual lo privaron de todos sus bienes y escapó a Kőrös. Hábilmente comenzó a establecer lazos con la oligarquía húngara, obteniendo su apoyo a Carlos Roberto: Mateo Csák y la familia de los Kőszegi firmaron la paz con el Anjou.
Solamente tras la muerte de Andrés III en 1301 Gregorio pudo regresar a Estrigonia. Antes del 13 de mayo de 1301 viajó a Zagreb donde esperaba el joven Carlos Roberto, y llevándole a Estrigonia, le coronó como rey húngaro con una corona provisional (pues la Santa Corona Húngara estaba en poder del monarca checo). El rey Wenceslao II de Bohemia también mantenía pretensiones sobre la corona húngara y luego de un rápido viaje llevó a su hijo Wenceslao y le hizo coronar por el arzobispo de Kalocsa. Luego de que sus partidarios tomasen la ciudad de Estrigonia, Gregorio se vio forzado a escapar primero a Buda, y luego en octubre a Pétervárad. En mayo del 1303, el Papa emitió una bula en la que le prohibió al hijo del rey checo que utilizasen el título de rey de Hungría, pues no se podía ascender al trono por elección, sino por herencia, declarando que Carlos Roberto era el heredero legítimo. Igualmente amenazó a los laicos y clérigos con la excomunión de no aceptar a Carlos Roberto como el rey húngaro. Sin poder acceder a la ciudad arzobispal de Estrigonia, Gregorio Bicskei partió en verano de 1303 con permiso papal a la ciudad de Agnani para unirse a la corte de Bonifacio VIII.
Al poco tiempo, el 7 de septiembre de 1303, los ejércitos del rey Felipe IV de Francia arribaron a la ciudad, y la tomaron por la fuerza. Los ejércitos estaban comandados por Guillermo de Nogaret, y durante la defensa de la ciudad, Gregorio Bicskei murió en combate. Pronto el papa fue víctima del ultraje de Agnani y murió, siendo reemplazado por Niccolo Boccasini, elegido como papa Benedicto XI. Habiendo servido como enviado papal en Hungría para defender los intereses de Carlos Roberto, Benedicto XI continuó con la política de Bonifacio VIII a favor de los Anjou en ese reino.
Pronto las ciudades de Estrigonia y Buda pasaron a control absoluto de Carlos Roberto, y tras la muerte de Gregorio fue escogido un nuevo arzobispo, Miguel de Bő.